# Alfred P. Sloan

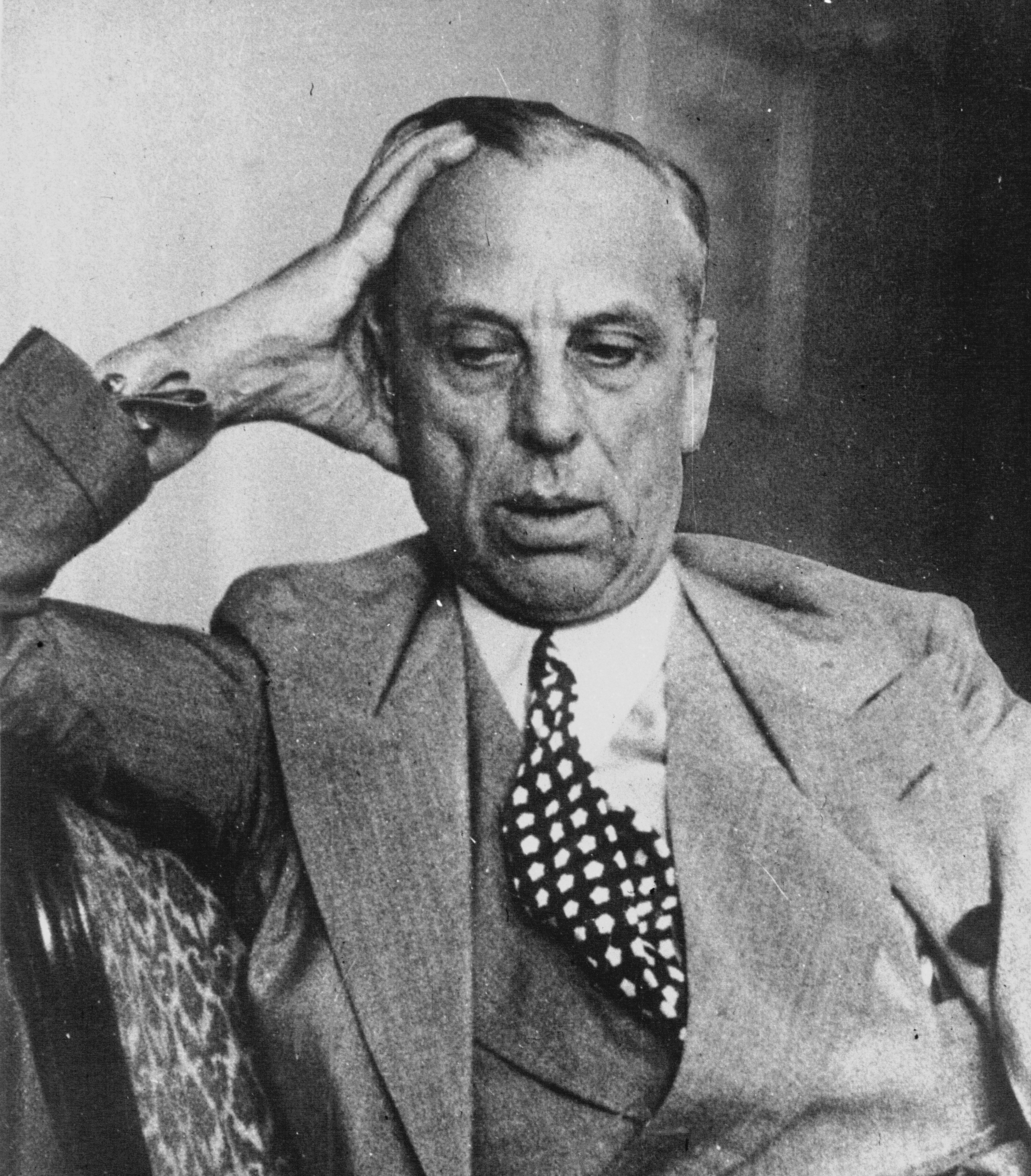
Alfred P. Sloan (1937)

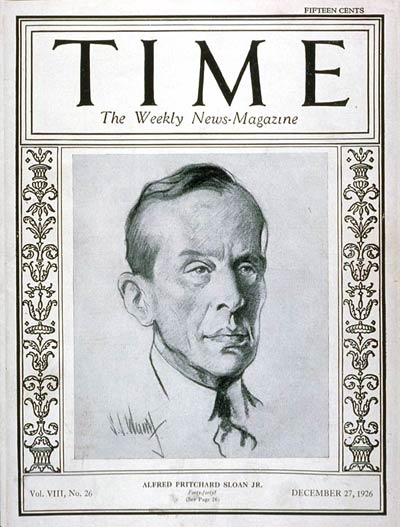
Sloan auf dem Cover des Time Magazine am 27. Dezember 1926

Alfred Pritchard Sloan junior (* 23. Mai 1875 in New Haven, Connecticut; † 27. Februar 1966 in New York City, New York) war von 1923 bis 1937 der Präsident von General Motors.
Er schuf die Autohierarchie von General Motors (GM), in der man  als Kunde markentechnisch „unten“ einsteigen konnte und sich schließlich im Lauf der Jahre an die Spitze, in diesem Fall Cadillac, „hocharbeiten“ konnte: Hierdurch wurde ein Plattform-System mit differenzierten Automarken geschaffen, in dem jeder Kunde ein Angebot finden konnte. Heutzutage verfahren mit Ausnahme von Nischenherstellern alle Automobilkonzerne in ähnlicher Weise.
Daneben gilt Sloan bis heute als der Erfinder der geplanten Obsoleszenz. In den 1920er Jahren führte er in seiner Funktion als GM-Präsident jährliche Konfigurationsänderungen und Veränderungen an Automobilen ein und animierte damit Kunden zum vorzeitigen Neukauf, obgleich deren Fahrzeuge noch voll funktionsfähig waren.
Noch zu Lebzeiten setzte er sich für Wissenschaft und Forschung ein, schuf die Alfred P. Sloan Foundation und rief das Sloan Fellows Programm ins Leben.

## Leben
Er studierte Elektrotechnik am Massachusetts Institute of Technology und machte dort 1895 seinen Abschluss.
Nach seinem Studium arbeitete er bei dem Lagerhersteller Hyatt Roller Bearing, bei dem er bis zum Präsidenten aufstieg. Hyatt wurde 1916 mit weiteren Automobilzulieferern zu United Motors vereinigt, dessen Präsident er ebenfalls war. Als United Motors 1918 von General Motors aufgekauft wurde, erhielt Sloan dort die Position des Vizepräsidenten. 1923 wurde er als Nachfolger von Pierre S. du Pont zum Präsidenten von General Motors gewählt. Diese Position hatte er bis 1946 inne. Bereits 1937 wurde er ebenfalls zum Chairman of the Board gewählt. 1956 ging er schließlich in den Ruhestand.

## Sloans Weiterentwicklung des Taylor-Ansatzes
Sloans Beobachtung war: Je größer die Unternehmen, desto schwieriger und umfangreicher wird beim arbeitswissenschaftlichen Ansatz (Taylorismus) die Koordination. Sloan reagierte durch:
- Schaffung dezentralisierter Unternehmensbereiche, die von der Konzernspitze durch Kennzahlenkontrolle geleitet wurden.
- Divisionalisierung der komplexen Autofertigung in mehrere Automarken (Chevrolet, Oakland/Pontiac, Buick, Oldsmobile, Cadillac, GMC). Dadurch wurde die Unternehmung übersichtlicher und die Produktionssteuerung leichter.
- Arbeitsteilung auch auf Managementebene. Dadurch wurden Spezialistenabteilungen mit Fokus beispielsweise auf Technik, Finanzen oder Absatzmarkt geschaffen.

## Mitgliedschaft
1948 wurde Sloan in die American Academy of Arts and Sciences gewählt.